# Habitatge al carrer del Remei, 36 (Vic)
L'Habitatge al carrer del Remei, 36 és una casa amb elements eclèctics de Vic (Osona) inclosa a l'Inventari del Patrimoni Arquitectònic de Catalunya.

## Descripció
Edifici civil. Casa entre mitgeres d'un sol tram que consta de planta baixa i dos pisos. A la planta s'obre un gran portal (comerç) i un de més petit que mena als pisos. Al primer pis hi ha un balcó molt poc prominent amb llosana de pedra i una finestreta. Al segon pis, on disminueix la mida de les obertures amb l'alçada, presenta la mateixa estructura.
El ràfec, sense voladís, presenta una decoració amb rajoleta vermella molt bonica i ben posada.
L'estat de conservació és mitjà i el segon pis sembla abandonat.
Aquest edifici ha estat enderrocat, actualment hi ha un habitatge nou.

## Història
Segurament els orígens de l'edifici es remunten abans del segle xviii i l'estat actual deu ser producte d'una reforma de finals del segle xix o principis del segle xx.
Està situat a l'antic raval de Sant Francesc, que comunicava la ciutat la ciutat amb el carrer de Barcelona. A partir del segle xiii, a instàncies de Jaume I, aquest itinerari es traslladà al c/ Sant Pere. L'extrem del carrer fou clausura del morbo al segle xvi, al segle xvii fou baluard defensiu i al segle xix s'hi construí l'església del roser i uns anys més tard un fort aiguat devastà gran part del carrer.
A mitjans de segle xx, amb la construcció del pont nou damunt el Meder la zona s'anà expandint, procés que encara no s'ha aturat.